# Kovongo Mia
Kovongo Mia (auch: Kovogomea) ist ein Ort in der Präfektur Bamingui-Bangoran in der Zentralafrikanischen Republik.

## Geographie
Der Ort liegt an der Route Nationale 8 nordöstlich der Stadt Bamingui und etwa 20 Kilometer südwestlich von Ndélé, der Hauptstadt von Bamingui-Bangoran. Der Ort liegt im Einzugsbereich des Flusses Bangoran, der westwärts fließt und zum Flusssystem des Schari gehört.
Westlich des Ortes schließt sich der Ort Ngoussoua (Dacapa Mindou) an und östlich Dangou Badouma.

## Klima
Das Klima entspricht dem der wechselfeuchten Tropen, es gibt eine feuchte und eine trockene Jahreszeit. Die Regenzeit ist rund vier Monate lang.